# Stanisław Małek (generał)
Stanisław Małek (ur. 20 czerwca 1895 w Michałowicach, zm. 30 października 1966 w Poznaniu) – oficer Armii Imperium Rosyjskiego, oficer dyplomowany piechoty Wojska Polskiego, generał brygady ludowego Wojska Polskiego, kawaler Orderu Virtuti Militari.

## Życiorys
Urodził się w Michałowicach k. Grójca, w rodzinie Antoniego i Antoniny z Besińskich. W 1908 ukończył Szkołę Powszechną następnie kształcił się w Seminarium Nauczycielskim, które ukończył w 1913. W latach 1913–1915 pracował jako nauczyciel. W 1915 roku został wcielony do Armii Imperium Rosyjskiego. W 1916 roku ukończył Oficerską Szkołę Piechoty w Moskwie i został mianowany chorążym. W latach 1916–1917 służył w 75 Sewastopolskim pułku piechoty, a od jesieni 1917 roku, w stopniu podporucznika, w I Korpusie Polskim w Rosji. Po rozwiązaniu korpusu w czerwcu 1918 roku powrócił do kraju .
Od listopada 1918 służył w Wojsku Polskim. Awansowany do stopnia porucznika 1 grudnia 1918. Przydzielony został do 22 pułku piechoty w Siedlcach, w którego szeregach wziął udział w wojnie polsko-bolszewickiej. Za okazane męstwo w czasie walk został odznaczony przez generała Władysława Sikorskiego Krzyżem Srebrnym Orderu Virtuti Militari. Awansowany do stopnia kapitana 1 grudnia 1920. Zweryfikowany w tym stopniu z starszeństwem z dniem 1 czerwca 1919. W pułku piechoty pełnił kolejno funkcję dowódcy kompanii, potem baonu. We wrześniu 1924 roku został przydzielony do Dowództwa Okręgu Korpusu Nr IX w Brześciu na stanowisko kierownika Samodzielnego Referatu Informacyjnego. 18 lutego 1928 roku awansował na majora ze starszeństwem z dniem 1 stycznia 1928 roku i 141. lokatą w korpusie oficerów piechoty. 5 stycznia 1931 roku został powołany do Wyższej Szkoły Wojennej w Warszawie, w charakterze słuchacza dwuletniego Kursu 1930–1932. 1 listopada 1932 roku, po ukończeniu kursu i otrzymaniu dyplomu naukowego oficera dyplomowanego, został przydzielony do Dowództwa Okręgu Korpusu Nr I w Warszawie. Pełni w nim służbę na stanowisku kierownika Referatu Bezpieczeństwa i szefa Referatu Mobilizacyjnego. W maju 1934 roku został przeniesiony do 11 pułku piechoty w Tarnowskich Górach na stanowisko dowódcy batalionu. Na podpułkownika został awansowany ze starszeństwem z dniem 1 stycznia 1936 roku i 28. lokatą w korpusie oficerów piechoty. Od marca 1936 roku pełni funkcję szefa Sztabu Dowództwa Okręgu Korpusu Nr VII w Poznaniu. W grudniu 1938 roku został przeniesiony do 56 pułku piechoty w Krotoszynie na stanowisko I zastępcy dowódcy pułku. Po ogłoszeniu mobilizacji powszechnej, zgodnie z przydziałem udał się do Centrum Wyszkolenia Piechoty w Rembertowie, gdzie mobilizowała się III część Kwatery Głównej Armii „Poznań”. Wspomniana część nie dołączyła do Kwatery Głównej Armii. Wziął udział w obronie Warszawy. Dowodził pozycją „Bielany”, która wchodziła w skład pododcinka „Północ” Odcinka „Warszawa-Zachód”. Obsadę tego odcinka stanowiły między innymi resztki 60 pułku piechoty, nad którymi od 21 września 1939 roku sprawował dowództwo.
Od 29 września 1939 roku, po kapitulacji Warszawy, przebywał w niewoli niemieckiej. Początkowo w Oflagu II A Prenzlau, a później w Oflagu II E Neubrandenburg i Oflagu II D Gross Born. Na początku stycznia 1945 roku został ewakuowany do Oflagu X A Sandbostel. W maju 1945 roku, po wyzwoleniu obozu, powrócił do kraju .
W lipcu 1945 roku został przyjęty do odrodzonego Wojska Polskiego i wyznaczony na stanowisko szefa Oddziału Ogólno-organizacyjnego Sztabu Dowództwa Okręgu Wojskowego Nr III w Poznaniu. 20 sierpnia 1945 roku został zweryfikowany w stopniu pułkownika. W październiku 1945 roku został szefem Sztabu Dowództwa Okręgu Wojskowego Nr I w Warszawie. Od października 1946 roku do 13 października 1948 roku był szefem Sztabu Dowództwa Okręgu Wojskowego Nr IV we Wrocławiu. 9 lipca 1947 roku został mianowany generałem brygady .
13 października 1948 roku został pod fałszywymi zarzutami aresztowany przez żołnierzy Informacji Wojskowej i uwięziony. Przeszedł ciężkie śledztwo. W czasie przesłuchań torturowany. Wyrokiem Wojskowego Sądu Rejonowego w Warszawie z 9 listopada 1950 roku został skazany na karę 12 lat więzienia, utratę praw publicznych na lat 5, oraz przepadek mienia, zdegradowano go również do stopnia szeregowca. Więziony we Wrocławiu, w Warszawie, potem w Centralnym Więzieniu we Wronkach. Postanowieniem Najwyższego Sądu Wojskowego w Warszawie ze względu na stan zdrowia udzielono mu przerwy w odbywaniu kary. Zwolniony z więzienia we Wronkach 4 marca 1954. Do więzienia już nie powrócił. Po zwolnieniu z więzienia mieszkał w Poznaniu, gdzie zmarł 30 października 1966 roku. Pochowany na cmentarzu Junikowo w Poznaniu  (pole 8 kwatera 6-2-17).
19 kwietnia 1984 roku Naczelny Prokurator Wojskowy, na wniosek córki generała Krystyny, wniósł do Izby Wojskowej Sądu Najwyższego rewizję nadzwyczajną od wyroku z dnia 9 listopada 1950 roku. Postanowieniem tegoż sądu z dnia 31 maja 1984 roku został uniewinniony. Tym samym został w pełni zrehabilitowany. W 1985 roku Rada Państwa przywróciła mu pośmiertnie stopień generała brygady .

## Życie prywatne
Był mężem Ireny ze Ślosarskich (1913–2011). Miał córkę Krystynę Barbarę i syna Stanisława . W ostatnich latach życia mieszkał w Poznaniu.

## Awanse
- chorąży – 1916
- podporucznik – 1917
- porucznik – 1918
- kapitan – 1920
- major – 1928
- podpułkownik – 1936
- pułkownik – 1945
- generał brygady – 1947

## Ordery i odznaczenia
- Krzyż Srebrny Orderu Wojskowego Virtuti Militari (28 lutego 1921)[11]
- Krzyż Kawalerski Orderu Odrodzenia Polski (11 listopada 1937)[12]
- Krzyż Walecznych (czterokrotnie)[1]
- Złoty Krzyż Zasługi (10 listopada 1928)[13][1]
- Medal Niepodległości (23 grudnia 1933)[14][1]